# Bujor, Hîncești
Bujor este un sat din raionul Hîncești, Republica Moldova. Satul Bujor este o comună în Raionul Hîncești situată la latitudinea 46.9225 longitudinea 28.2683 și altitudinea de 79 metri față de nivelul mării. Această localitate este în administrarea or. Hâncești. Satul Bujor este așezat în regiune de coline din apropierea vămii Leușeni pe Prut 19 Km, la 35 km de orașul Hîncești și la 70 km de Chișinău. În subordinea primăriei din Bujor se află două sate: Chetroșeni și Mirești. Satul se învecinează cu 5  sate din raionul Hâncești : Mirești, Chetroseni, Boghiceni, Pervomaiscoe, Onești și Drojdieni r. Nisporeni.

## Istorie
Legendele spun că în ograda spitalului a trăit un boier pe nume Mica Simigrad unde avea o livadă bogată de meri, pruni, peri, cireși și păzea livada cu pușca. Iar în locul fostei Policlinici a trăit boierul Boboc. El deținea majoritatea terenurilor de pământ din împrejurimea satului. Înaintea celui de al doilea război mondial ei s-au retras în România și retrași au fost până și în ziua de azi dar beciurile și fântânile au rămas o dovadă clară a populării acestor locuri.
O altă legendă veche ne spune, că prin aceste locuri a trecut Ștefan cel Mare după o luptă cu tătarii. Pe atunci se întindeau Codrii  până aici. Au făcut popas într-o poienița plină cu bujori sălbatici. Acum aceste flori se găsesc numai în sere, crescute artificial și sunt ocrotite de Cartea Roșie, iar nu departe susurau câteva izvoare cu apa rece și limpede ca lacrima ...  au băut oștenii apa, s-au odihnit  ...  și au pornit iar la luptă cu dușmanul... după biruință Ștefan a juruit acel colțișor de rai celor mai viteji oșteni, care, în curând, s-au aranjat cu traiul aici,  dând naștere unui neam de oameni curajoși și bravi care s-au numit BUJORENI... de  la frumoasa floare ce creștea pe atunci în acea poieniță...
Prima atestare documentară datează din anul 1482:
„Suret de pe ispisoc dela Ștefan vodă Bătrânul, den valet 6990 <1482> august 10 zile.

Adeca adevărata sluga noastră, pan Stan Horja, slujind noăî cu dreptate și cu credința, pentru aceia, văzând a lor dreaptă și cu credința slujba, l-am miluit pre dânsul cu deosebită a noastră milă, am dat și am întărit pre dânsul, întru al nostru pământ, al Moldovei, pre a lui dreapta ocină și moșie, satul anume Horjăștii, la Lăpușna, unde au fost casa lui, den sus de Scorțăști, Fântâna Peperigului, întru acelaș hotar, și alt sat, la Gura Ocoalelor, peste Prut, supt Obârșie, unde să pogoară gura Gârlii, și cu loc de prisacă a Horjii celui Bătrân la obârșia pârâului Gurșava, și Strâmbenii, la Bujor, fântâna lui Mușat, ca să-i fie de la noi uric, cu tot venitul.”
În anul 1870 în satul Bujor existau 320 de case, cu 2.110 locuitori. Majoritatea locuitorilor erau de naționalitate română, aveau 200 de cai, 700 de vite mari și 3.320 de oi și capre. Biserica dispunea de o casă parohială.

## Geografie
Partea de Vest a satului este traversată de Magistrala M-21 Balcani Chișinău- Leușeni-România și partea de sud-est este traversată de Șoseaua Națională Chișinău- Hîncești - Leușeni. Anul și data atestării este 1489. La intrare în sat, pe o suprafață de 46 ha, se întinde „Iazul din Jos”. În perioada estivală este locul de cuibărit pentru câteva familii de lebede, oferind astfel locuitorilor și vizitatorilor localității o priveliște de neuitat. În preajma lacului, lângă drum crește un păr secular. Satul mai are un iaz în sus, care datorită faptului că este îngrijit este loc pentru scăldat și odihnă.

## Demografie
În anul 1997, populația satului Bujor a fost estimată la 4.138 de cetățeni.  Conform recensământului din anul 2004 populația este de 3.615 locuitori dintre care : bărbați – 1.808, femei - 1.807. Atunci au fost înregistrate 1.126 de gospodării casnice, iar mărimea medie a unei gospodării era de 3.2 persoane.
| Grup etnic | Populație |
| ---------- | --------- |
| Moldoveni  | 3,591     |
| Ucraineni  | 13        |
| Ruși       | 8         |
| Găgăuzi    | 1         |
| Bulgari    | 1         |
| Evrei      | 1         |
| Polonezi   | 1         |
| Țigani     | 1         |
| Altele     | 2         |

În anul 2008 populația satului Bujor constituia 3.967 de locuitori, dintre care 1.970 bărbați și 1.997 femei.

## Administrație și politică
Componența Consiliului local Bujor (13 consilieri), ales la 5 noiembrie 2023, este următoarea:
|  | Partid                                        | Consilieri | Componență | Componență | Componență | Componență |
|  | --------------------------------------------- | ---------- | ---------- | ---------- | ---------- | ---------- |
|  | Partidul Acțiune și Solidaritate              | 4          |            |            |            |            |
|  | Partidul Social Democrat European             | 4          |            |            |            |            |
|  | Candidat independent VASILE DOBOȘ             | 1          |            |            |            |            |
|  | Partidul Socialiștilor din Republica Moldova  | 2          |            |            |            |            |
|  | Partidul Dezvoltării și Consolidării Moldovei | 2          |            |            |            |            |

## Religie
Biserica „ Sfinții Voievozi” înconjurată de 8 răstigniri, a fost menționată prima dată în anul 1780, fiind atunci construită din lemn. Sfântul locaș avea icoanele necesare și o bibliotecă completă de cărți bisericești. Mai târziu, în 1834, a fost prădată de cazaci din regiunea Orenburg care au trecut prin frontiera dintre Prut și satul Bujor.
Biserica a fost reînnoită în 1864 de către Ion Curlivan. În anul 1835, în biserică slujeau 2 preoți: Ion Severin și Ion Vedrașcu.
Este de menționat că preoți din satul Bujor, Leon Vrabie (la 1874), Evgraf Matveevici (la 1903), Fiodor Harea la (1908) - au fost nu numai părinți de suflet și de conștiință, ei lucrau pământul, aveau vii, livezi.
Din anul 1990 până în prezent în biserica „Sfinții Voievozi” din satul Bujor slujește Protoireu Mitrofor Mihail Trofim.

## Societate
În centrul satului se găsește primăria, casa de cultură, școala, posta, farmacia. Pe teritoriu se mai găsesc 12 magazine alimentare, 2 de bunuri casnice și un bar în incinta căruia se afla discoteca. 
Satul dispune de livezi de meri, cireși, prune, nuci.

## Vezi și
- Raionul Cărpineni